# Chuck E. Cheese
Chuck E. Cheese (ранее Chuck E. Cheese's) — американская сеть семейных ресторанов и развлекательных центров, принадлежащая корпорации CEC Restaurant, Inc. В ресторанах сети подают пиццу и прочие блюда, а также предлагают посетителям аркадные автоматы, аттракционы и выступления роботов-аниматроников.
Первый ресторан был открыт в Сан-Хосе, Калифорния 17 мая 1977 года под названием Chuck E. Cheese's Pizza Time Theatre.

## История

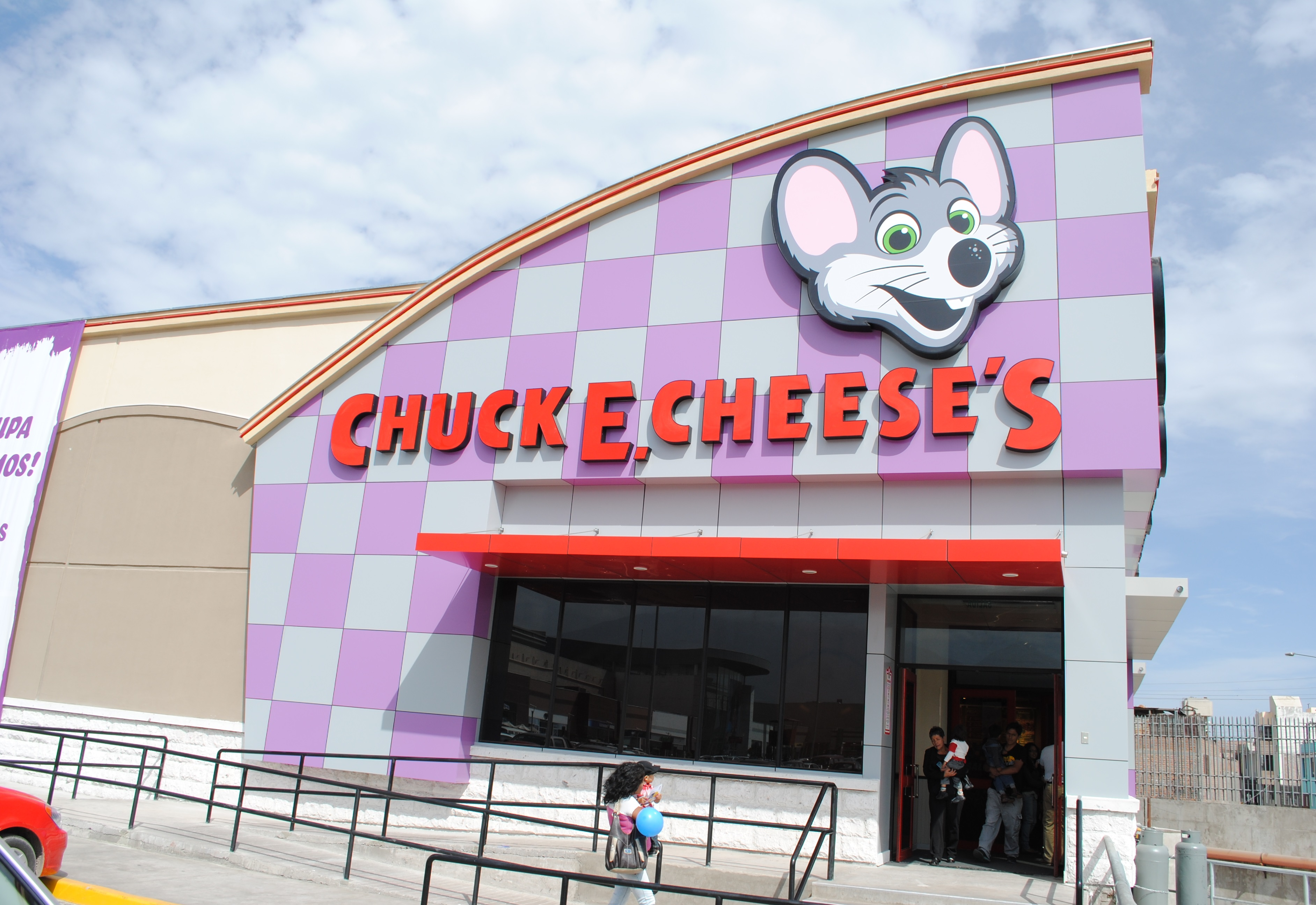
Один из современных ресторанов с названием Chuck E. Cheese's

Компания Chuck E. Cheese (тогда ещё Chuck E. Cheese' Pizza Time Theatre) появилась в городе Сан-Хосе, штат Калифорния, в 1977 году, ее соучредителям приписывают возрождение видеоигр (Нолан Бушнелл является соучредителем Atari). Chuck E. Cheese' Pizza Time Theatre был первым семейным рестораном, который соединил в себе ресторан, развлечения и зал с роботами. В 1984 году сеть объединилась со своим конкурентом — пиццерией ShowBiz Pizza Place, Inc.», образовав компанию «ShowBiz Pizza Time, Inc.». В 1992 году компания была переименована в Chuck E. Cheese’s Pizza. В 1998 году компания изменила своё название на CEC Entertainment, Inc. По данным на февраль 2014 года компания открыла 577 точек в Северной Америке, Южной Америке и на Среднем Востоке.
В съёмках рекламы для компании принимала участие в раннем детстве актриса Бруклин Принс, получившая впоследствии известность съёмками в фильме Проект „Флорида“ и сериале «Домой до темноты».
25 июня 2020 года родительская компания Chuck E. Cheese, CEC Entertainment, Inc. объявила о банкротстве, в связи с COVID-19. По оценкам, задолженность составляет 1-2 миллиарда долларов. CEC Entertainment запросила кредиты на сумму 200 миллионов долларов для финансирования реструктуризации под защитой от банкротства. Они также подали добровольное ходатайство в соответствии с главой 11 Кодекса о банкротстве в Суд по делам о банкротстве Соединенных Штатов в Южном округе Техаса 25 июня 2020 года.